# Dominic Burgess
Dominic Burgess, né le 29 juillet 1982, est un acteur britannique. Il est connu pour ses apparitions dans plusieurs publicités et séries télévisées telles que Raising Hope, Doctor Who, Philadelphia et Feud.

## Biographie
Dominic Burgess est né à Stoke-on-Trent, dans le Staffordshire, en Angleterre. Il fréquente l'école de Newcastle-under-Lyme et joue dans des pièces de théâtre comme Mort d'un commis voyageur et La Nuit des rois. Il obtient une place à l'Academy of Live and Recorded Arts (ALRA) et est auditionné pour son premier rôle professionnel le jour de la remise des diplômes de sa dernière année à l'ALRA pour le film Batman Begins.

## Carrière
Le premier rôle télévisé de Dominic Burgess a lieu dans la série phare de la BBC Doctor Who, en tant que candidat à un jeu télévisé.
Il s'installe à Los Angeles en 2007 et fait des apparitions dans Marvel : Les Agents du SHIELD, Philadelphia et The Leftovers.
Il est un habitué de la série à succès de Disney Section Genius, et il est un invité récurrent dans The Magicians, The Good Place et sur Flash. Burgess apparait également dans le rôle de M. Vup dans Star Trek : Picard au cours d'un épisode, qu'il décrit comme un « rêve devenu réalité ».
Dominic Burgess reçoit l'attention des médias pour son interprétation de Victor Buono dans Feud, créé par Ryan Murphy.

## Filmographie

### Cinéma
| Année | Titre                        | Rôle              | Remarques     |
| ----- | ---------------------------- | ----------------- | ------------- |
| 2005  | Batman Begins                | un policier       |               |
| 2006  | Lump                         |                   | Court-métrage |
| 2007  | Itch                         | Jimmy             |               |
| 2008  | Colin                        | Pots              |               |
| 2015  | Lethal Seduction             | Sam               |               |
| 2019  | Ma                           | Stu               |               |
| 2021  | Breaking News in Yuba County | Capitaine Riggins |               |

### Télévision
| Année       | Titre                                           | Rôle                    | Remarques                 |
| ----------- | ----------------------------------------------- | ----------------------- | ------------------------- |
| 2005        | Doctor Who                                      | Agorax                  | 1 épisode                 |
| 2008        | 1000 Ways to Die                                | Paddy                   | 1 épisode                 |
| 2009        | Leverage                                        | le garde de sécurité    | 1 épisode                 |
| 2010        | Leçons sur le mariage                           | Clerk                   | 1 épisode                 |
| 2013        | Marvel : Les Agents du S.H.I.E.L.D.             | Englishman              | 1 épisode                 |
| 2013 – 2014 | Section Genius                                  | Zoltan Grundy           | Saison 3 - Rôle récurrent |
| 2014        | Dad                                             | l'employé du parloir    | 1 épisode                 |
| 2014        | Legit                                           | Mark                    | 1 épisode                 |
| 2015        | Philadelphia                                    | Psycho Pete             | 1 épisode                 |
| 2015        | The Leftovers                                   | Dr. Goodheart           | 2 épisodes                |
| 2016        | 2 Broke Girls                                   | Ned                     | 1 épisode                 |
| 2016        | Racines                                         | Lord Dunmore            | 1 épisode                 |
| 2016        | The Magicians                                   | Ember                   | 5 épisodes                |
| 2016 - 2019 | The Good Place                                  | Henry                   | 3 épisodes                |
| 2017        | Feud                                            | Victor Buono            | 5 épisodes                |
| 2017        | Les Thunderman                                  | Supermanny              | 1 épisode                 |
| 2017        | Night Shift                                     | Arthur Wilson           | 1 épisode                 |
| 2017        | Teen Wolf                                       | Barnes                  | 1 épisode                 |
| 2017–2018   | Flash                                           | Kilgore / Ramsey Deacon | 2 épisodes                |
| 2018        | Supernatural                                    | Richard Greenstreet     | 1 épisode                 |
| 2018        | American Horror Story: Apocalypse               | Phil                    | Saison 8, épisode 8       |
| 2019        | The Rookie : Le Flic de Los Angeles             | Tommy Lamont            | 1 épisode                 |
| 2019        | Santa Clarita Diet                              | Radul                   | 6 épisodes                |
| 2019        | Modern Family                                   | Nate                    | 2 épisodes                |
| 2020        | Star Trek: Picard                               | Mr. Vup                 | 1 épisode                 |
| 2020- 2022  | Better Things                                   | Oncle Eddie             | 2 épisodes                |
| 2020        | Side Hustle : Un job à tout prix                | Antwerp                 | 1 épisode                 |
| 2021        | Eux (Them: Covenant)                            | l'ambulancier           | 1 épisode                 |
| 2021        | Dr Death                                        | Jerry Summers           | 7 épisodes                |
| 2022        | 9-1-1: Lone Star                                | Dave Sheffield          | 2 épisodes                |
| 2022        | Dahmer – Monstre : L'Histoire de Jeffrey Dahmer | John Wayne Gacy         | 1 épisode                 |
| 2022        | NCIS: Los Angeles                               | Herman Cooper           | 1 épisode                 |
| 2022        | Our Flag Means Death                            | Jeffrey Fettering       | 1 épisode                 |
| 2023        | American Horror Story: Delicate                 | Hamish Moss             | Rôle récurrent            |
| 2024        | NCIS : Enquêtes spéciales                       | Leonard                 | 1 épisode                 |
| 2024        | Skeleton Crew                                   | Beef                    | 2 épisodes                |